# Амеро

Буква A в круге. Знак амеро

Амеро (англ. amero) — одно из названий проекта единой валюты Северо-Американского союза — потенциального объединения США, Канады и Мексики. Предполагается, что амеро заменит доллар США, канадский доллар и мексиканское песо. Концепция Северо-Американского союза и амеро аналогична Европейскому союзу и евро.

## История идеи
Название для денежной единицы было предложено канадским экономистом Гербертом Грабелом в 1999 году в статье «В поддержку амеро: экономика и политика Североамериканского валютного союза», изданной Институтом Фрезера в Ванкувере. Грабел предложил слияние денежных систем Канады и США, и создание Северо-Американского валютного союза (англ. North American currency union, NAMU) с единым центральным банком и единой валютой амеро на основе существующей с 1994 года Североамериканской зоны свободной торговли (англ. NAFTA). Избранный в 2000 году президент Мексики Висе́нте Фокс поддержал идею Грабела и призвал Канаду и США ускорить интеграционные процессы и по примеру Европы образовать Североамериканский общий рынок. Роберт Пастор, бывший советник по национальной безопасности в администрации Картера ставший политологом, описал проекты углубления экономической интеграции, включая амеро. 23 марта 2005 года президенты Канады, США и Мексики образовали так называемое Партнерство по безопасности и процветанию Северной Америки (Security and Prosperity Partnership of North America), направленное на углубление сотрудничества в области безопасности и экономики. Это событие вызвало резкую критику со стороны американских консерваторов и других изоляционистских течений в политике США и стало водоразделом в отношении к амеро: амеро превратилось в жупел грядущего порабощения народа США глобалистской кликой и его бесследного растворения в Северо-Американском Союзе.
Лидеры всех трёх наций заявляли, что официальных планов подобного слияния не существует. Ни один представитель правительства ни одной из трех стран ни разу официально не предлагал ввести подобного рода валюту, также никто официально не выносил общую валюту как часть концепции партнерства Канады, США и Мексики. С другой стороны, вопрос о перспективах Североамериканского валютного союза (NAMU) рассматривался в Федеральной резервной системе США, и являлся предметом обсуждения в научных кругах. В частности, канадские экономисты Корчин и Гаррис высказались против введения амеро. Они предложили продолжить печатать доллары США без изменений, а в Канаде и Мексике выпустить новые типы банкнот с национальными символами, но с реквизитами Североамериканского центрального банка. Падкая на сенсации американская пресса периодически будоражила читателей слухами о возможном появлении амеро. Поэтому, когда американский дизайнер Даниэль Карр стал в 2007 г. предлагать нумизматам свою детально прорисованную версию амеро, многие восприняли коллекционные монеты как предвестие ввода новой североамериканской валюты.